# 알렉시스 노람부에나
알렉시스 파트리코 노람부에나 루스(아랍어: ألكسيس نورامبوينا, 스페인어: Alexis Patricio Norambuena Ruz, 1984년 3월 31일 ~ )는 팔레스타인의 전 축구 선수이다. 현역 시절 포지션은 수비수였다. 2015년 AFC 아시안컵에서 팔레스타인 축구 국가대표팀으로 선발되었다.